# EWF Underground Championship
O EWF Underground Championship é um título de luta livre profissional pertencente a Evolution Wrestling Force, sendo disputado exclusivamente pelos lutadores da empresa.
Os campeões são determinados com a realização de combates de luta livre profissional, em que os vencedores de cada combate são pré-determinados por um roteiro. Até o presente mês de Janeiro de 2025, apenas dois lutadores conquistaram o título. O primeiro campeão foi Peter Sigma, e o atual é Tommy Andrews.

## História
O EWF Underground Championship foi o segundo título trazido a nova geração da Evolution Wrestling Force no ano de 2022, com o objetivo de alavancar novos lutadores e alçar novas rivalidades na promoção. Desde sua estreia, a primeira luta já realizada pelo título no EWF Just Fight X, foi de Tommy Andrews contra Peter Sigma. De lá pra cá, ambos travaram uma longa rivalidade, baseada em trash-talk seja nos shows ao vivo ou pelas redes sociais.
No último evento EWF Playground 2023, Peter Sigma enfrentou uma vez mais seu algoz Tommy Andrews, para aquela que foi chamada de "ÚLTIMA DANÇA" pelo título. Tommy Andrews saiu vencedor e tornou-se o segundo EWF Underground Champion.
| Reinado | O número de reinados para o lutador específico listado    |
| Local   | A cidade em que o título foi ganho                        |
| Evento  | O evento promovido pela empresa em que o título foi ganho |
| +       | Indica os dias do atual reinado em contagem               |

| Nº | Campeão       | Reinado | Data                   | Dias com o título | Local            | Evento                 | Notas                                                                        |
| -- | ------------- | ------- | ---------------------- | ----------------- | ---------------- | ---------------------- | ---------------------------------------------------------------------------- |
| 1  | Peter Sigma   | 1       | 8 de outubro de 2022   | 98                | Porto Alegre, RS | EWF Just Fight X       | Derrotou Tommy Andrews                                                       |
| 2  | Tommy Andrews | 1       | 14 de janeiro de 2023  | 154               | Porto Alegre, RS | EWF Playground 2023    | Derrotou Peter Sigma                                                         |
| 3  | Tyrus Kid     | 1       | 17 de junho de 2023    | 147               | Porto Alegre, RS | EWF 10 ANOS            | Derrotou Tommy Andrews                                                       |
| 4  | Coyote        | 1       | 11 de novembro de 2023 | 63                | Porto Alegre, RS | EWF Sobreviventes 2023 | Derrotou Tyrus Kid, RENAN, Ryan o Patrão e Tommy Andrews numa Gauntlet Match |